# 元端
元端（493年—528年5月17日），字宣雅，河南郡洛阳县（今河南省洛阳市东）人，魏献文帝拓跋弘之孙，丞相、高阳王元雍长子，北魏宗室、官员。

## 生平
元端容貌美丽，阅读了许多图书，以散骑侍郎为起家官，升任通直散骑常侍、鸿胪少卿，转任太常卿，散骑常侍，外任散骑常侍、安东将军、都督青州诸军事、青州刺史，后回朝担任度支尚书、都官尚书。孝昌五年（528年），元端被授任抚军将军、都督兖州诸军事、兖州刺史、当州都督，南梁的将领羊乌儿再度进犯徐州和兖州，包围逼近州城。元端在兖州率领文武官员抵御，兖州得以保全，元端升任散骑常侍、镇军将军、金紫光禄大夫，以军功被封为安德郡开国公，食邑五百户。武泰元年四月戍子朔十三日（528年5月17日），元端与父亲元雍都在河阴之变中遇害，虚岁三十六，朝廷赠予使持节、仪同三司、都督相州诸军事、车骑大将军、相州刺史，开国公如故，七月十七日壬申（528年8月17日）迁葬于邙山南侧，朝廷又追赠司空公，谥号文。

## 其他
神龟元年（518年）三月，于忠去世，有关部门上奏：“太常少卿元端议论，于忠刚强正直凶残暴戾，专断好杀人，根据谥法刚强忠正称‘武’，仗威妄为称‘丑’，应该谥为武丑公。太常卿元脩义议论，于忠尽心侍奉皇上，铲除凶恶悖逆之人，依照谥法除去虚伪安定真诚称‘武’，日夜恭敬侍奉称‘敬’，谥武敬公。二卿的意见不同。”灵太后下令说：“可以依照正卿的议论。”

## 家庭

### 祖父
- 魏献文帝拓跋弘[2]

### 父亲
- 元雍，北魏丞相、高阳王[2]

### 兄弟姐妹
- 元泰，北魏通直散骑常侍、镇东将军、太常卿、高阳文孝王
- 元叡，北魏光禄少卿、济北郡王
- 元诞，东魏侍中、车骑大将军、仪同三司、司州牧、昌乐文献王
- 元勒叉，东魏镇远将军、散骑侍郎、阳平县伯
- 元亘，东魏镇远将军、散骑侍郎、濮阳县伯
- 元伏陀，东魏镇远将军、散骑侍郎、武阳县伯
- 元弥陀，东魏镇远将军、散骑侍郎、新阳县伯
- 拓跋育，北周淮安思公
- 元居罗，东魏镇远将军、散骑侍郎、卫县伯
- 元氏，嫁郑幼儒
- 元氏，嫁崔仲文
- 元氏，嫁皇甫玚

### 夫人
- 长乐冯氏，燕王冯朗孙女，燕州刺史冯某第二女[5]

### 儿子
- 元峻，承袭为安德县公，北齐接受禅让后，爵位依例降低